# Microchrysa ruffoi
Microchrysa ruffoi är en tvåvingeart som beskrevs av Mason 1997. Microchrysa ruffoi ingår i släktet Microchrysa och familjen vapenflugor. Inga underarter finns listade i Catalogue of Life.